# جرج کوک (بازیکن فوتبال، زاده ۱۸۹۵)
جرج کوک (انگلیسی: George Cook; ۲۷ فوریهٔ ۱۸۹۵ – ۳۱ دسامبر ۱۹۸۰) بازیکن فوتبال اهل بریتانیا بود.
از باشگاه‌هایی که در آن بازی کرده‌است می‌توان به باشگاه فوتبال برنتفورد، باشگاه فوتبال تاتنهام هاتسپر، باشگاه فوتبال استون ویلا، باشگاه فوتبال بیشاپ اوکلند، باشگاه فوتبال هادرزفیلد تاون، و باشگاه فوتبال کولوین بای اشاره کرد.